# Vixtha de Madero
Vixtha de Madero är en ort i Mexiko.   Den ligger i kommunen San Salvador och delstaten Hidalgo, i den sydöstra delen av landet, 90 km norr om huvudstaden Mexico City. Vixtha de Madero ligger 1 974 meter över havet och antalet invånare är 531.
Terrängen runt Vixtha de Madero är kuperad västerut, men österut är den platt. Runt Vixtha de Madero är det ganska tätbefolkat, med 120 invånare per kvadratkilometer. Närmaste större samhälle är San Salvador, 2,9 km nordost om Vixtha de Madero. Omgivningarna runt Vixtha de Madero är en mosaik av jordbruksmark och naturlig växtlighet.